# Сан-Мартино-Валле-Каудина
Сан-Мартино-Валле-Каудина (итал. San Martino Valle Caudina) — коммуна в Италии, располагается в регионе Кампания, в провинции Авеллино.
Население составляет 4709 человек, плотность населения составляет 214 чел./км². Занимает площадь 22 км². Почтовый индекс — 83018. Телефонный код — 0824.
Покровителем населённого пункта считается святитель Мартин Турский. Праздник ежегодно празднуется 11 ноября.